# عبد الله الدياني
عبد الله الدياني (مواليد 26 مايو 1986، لاعب كرة قدم قطري يجيد اللعب في مركز الوسط.
لعب سابقاً مع أندية مسيمير والوكرة و الغرافة وقطر .

## روابط خارجية
- عبد الله الدياني على موقع Soccerway.com (الإنجليزية)